# SJ T21
Die Baureihe SJ T21, ursprünglich als SJ T2 bezeichnet, wurde von Statens Järnvägar (SJ) Mitte der 1950er Jahre gekauft, um Dampflokomotiven auf Nebenstrecken zu ersetzen. Die Lok entspricht der deutschen Type MaK 800 D (V65) mit einigen spezifischen Änderungen, darunter ein größeres Führerhaus.

## T2/T21
Der Auftrag umfasste 56 Lokomotiven, von denen zehn unter Lizenz in Schweden von AB Svenska Järnvägsverkstäderna (ASJ) in Falun gebaut wurden. Vier von diesen Lokomotiven waren von Anfang an mit einem schwedischen hydraulischen Getriebe ausgerüstet und erhielten zuerst die Bezeichnung SJ T3, die in den 1960er-Jahren in SJ T22 geändert wurde.
Da diese Getriebe nicht den Erwartungen entsprachen, wurden die weiteren sechs Lokomotiven der in Schweden gebauten Serie mit Getrieben aus deutscher Herstellung geliefert. Zwei T21-Lokomotiven wurden später durch Austausch des Getriebes in die Baureihe T22 umgezeichnet.
Die Lokomotiven hatten ursprünglich eine charakteristische Farbgebung in rotbraun mit einem gelben Streifen in Form eines V an Front- und Heckseite. In den 1990er Jahren erhielten einige Lokomotiven, darunter T21 84 und 100, nach ihrer Abgabe an privaten Betreiber einen anderen Anstrich.
Die Lokomotiven wurden bis in die 1990er Jahre sowohl im Rangier- als auch im Streckendienst verwendet.

## Bereitschaftslokomotiven
T21 57, 58. 60, 64, 66–68, 70, 73, 74, 77, 81, 89, 90, 96, 98, 101, 102, 104, 106–108 und 110 wurden vom schwedischen Zentralamt für Eisenbahnwesen Banverket ab 1989/90 als strategische Reserve (Bereitschaftslokomotiven) bis 2003 aufbewahrt und dann teilweise verschrottet oder verkauft.
Danach wurden einige der Maschinen verkauft, unter anderem an Museumseisenbahnen. Die Lokomotiven waren im ganzen Land im Einsatz, besonders häufig in den Gebieten um Nässjö und Kristinehamn. Sogar in Stockholm konnte die T21 beobachtet werden.

## T3/T22
Die Baureihe SJ T22 hatte die gleiche Grundkonstruktion wie die T2/T21, besaß jedoch ein in Schweden hergestelltes hydraulisches Getriebe. Diese fünf Lokomotiven wurden von den ASJ in Falun mit den Nummern T3 72 bis 76 gebaut.
Drei von ihnen, T22 73, 74 und 76 wurden 1959 in die gleich aussehenden T2 umgebaut, die T3 72 und 75 wurden 1964 zur T22. Die letzte T22, die Nr. 72, wurde 1978 verschrottet.

## NBJ T
Die private Bahngesellschaft Nora Bergslags Järnväg (NBJ) kaufte vier Lokomotiven des gleichen Typs wie die T21, aber ohne die speziellen Änderungen für die SJ. Dort wurden sie als Baureihe T bezeichnet und erhielten die Betriebsnummern 21–24. Diese Lokomotiven hatten einen roten Anstrich.